# The Girl Who Returned
The Girl Who Returned è un film del 1969, diretto da Lloyd Kaufman, distribuito in home video dalla Troma.
È il primo lungometraggio diretto da Lloyd Kaufman, cofondatore e presidente della Troma. Si tratta di una pellicola studentesca, girata quando Kaufman frequentava la Yale University. Il film fu realizzato nel 1967, ma uscì nelle sale cinematografiche due anni dopo.

## Trama
In un imprecisato futuro il mondo è diviso in due comunità: una femminile, che vive in Lussemburgo, e una maschile, che vive in Mongolia. Ogni quattro anni le due comunità si sfidano, disputando i giochi olimpici.

## Produzione
Il film fu girato in 16 mm, con un budget di 2.000 dollari.

### Cast
Il cast era composto da giovani studenti, che Kaufman convinse ad interpretare il film con un sotterfugio: il regista fece stampare dei volantini in cui si annunciava che Stanley Kaufman (il suo secondo nome) stava cercando degli attori per il suo prossimo film. Giocando sul fatto che Stanley Kauffman (con due effe) era un noto critico cinematografico, Kaufman ebbe così a disposizione un intero cast gratis.
Tra gli interpreti vi sono anche Michael Herz, futuro cofondatore della Troma, e la moglie Maris Herz.

## Slogan promozionali
- «Man vs. Woman... Olympics you've never seen 'em»
«Uomini contro Donne... giochi olimpici così non li avete mai visti».